# Wełnianka wąskolistna

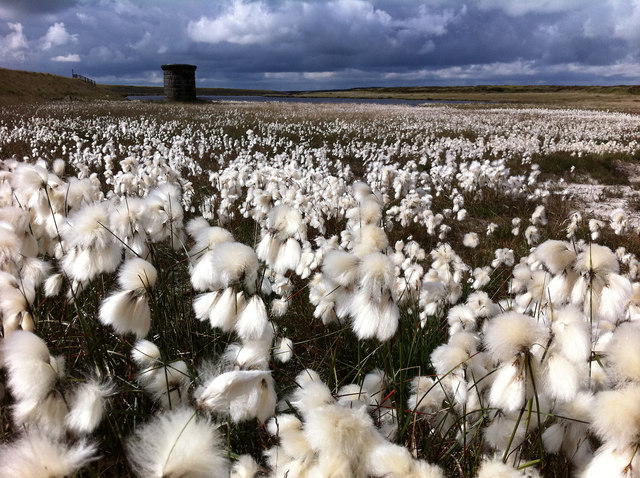
Wełnianki w czasie owocowania

Wełnianka wąskolistna (Eriophorum angustifolium) – gatunek rośliny z rodziny ciborowatych (Cyperaceae). Rośnie na różnego rodzaju mokradłach w strefie arktycznej i umiarkowanej półkuli północnej. Roślina opisywana była jako dość pospolita na terenie Polski, ale w ostatnich dziesięcioleciach obserwuje się spadek liczby stanowisk i wyraźny ubytek liczebności osobników na stanowiskach. Roślina wymaga wysokiej wilgotności i zanika z powodu odwodnień mokradeł. Efektowny i charakterystyczny puch na owocach ułatwia ich rozsiewanie. Roślina ma ograniczone znaczenie użytkowe – spożywana jest jako jadalna w Arktyce, lokalnie bywała wykorzystywana w ziołolecznictwie. Puch stosowano m.in. do wyrobu knotów do świec i napełniania poduszek – jest jednak zbyt kruchy by roślina mogła być wykorzystana jako włóknodajna. 

## Rozmieszczenie geograficzne
Wełnianka wąskolistna występuje na półkuli północnej – jest szeroko rozpowszechniona w Eurazji i Ameryce Północnej. Rośnie w Arktyce – na Alasce, Archipelagu Arktycznym, w południowo-zachodniej i wschodniej Grenlandii, na Islandii, sięgając na północ do 83° szerokości północnej. Na południu zasięg sięga do środkowej Azji, od Korei, poprzez Kazachstan po Kaukaz. Gatunek rośnie także na izolowanym obszarze w północnym Syczuanie. W Europie sięga na południu do północnej części Półwyspu Iberyjskiego, środkowej Apenińskiego i gór w północnej Grecji. W Ameryce Północnej rośnie na północy sięgając po środkową część Stanów Zjednoczonych, najdalej na południe schodząc wzdłuż pasma Gór Skalistych. Jako wątpliwy podawany był też z Jamajki i Kuby. Brytyjski botanik William Turner Thiselton-Dyer miał odnaleźć ten gatunek w 1898 także w Republice Południowej Afryki.
W Polsce wełnianka wąskolistna jest rozpowszechniona niemal w całym kraju. Brak jej lokalnie lub jest rzadka na obszarach, gdzie brak odpowiednich siedlisk – np. na Żuławach Wiślanych, północnym Mazowszu i Pogórzu Środkowobeskidzkim.

## Morfologia

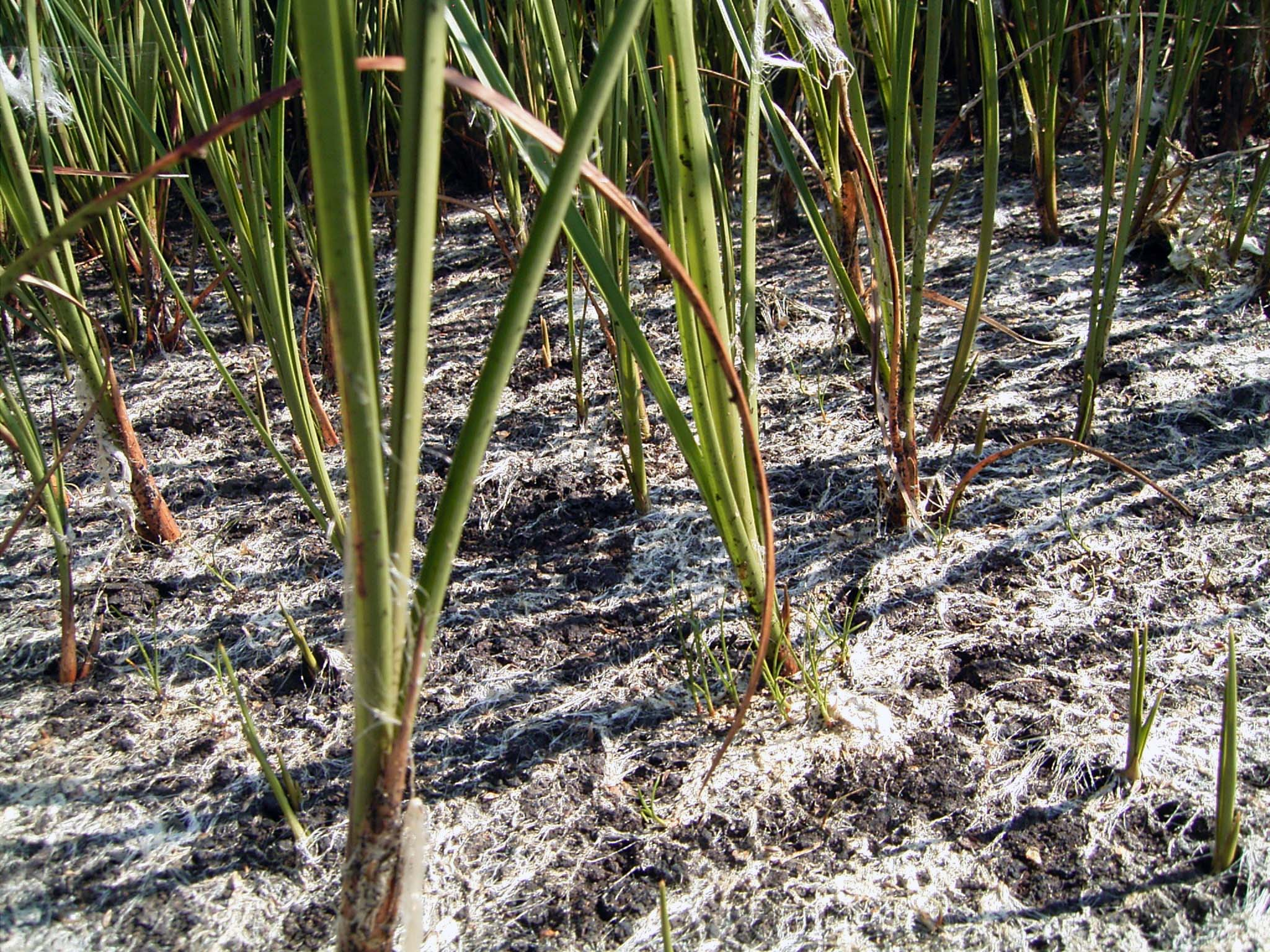
Dolna część pędów

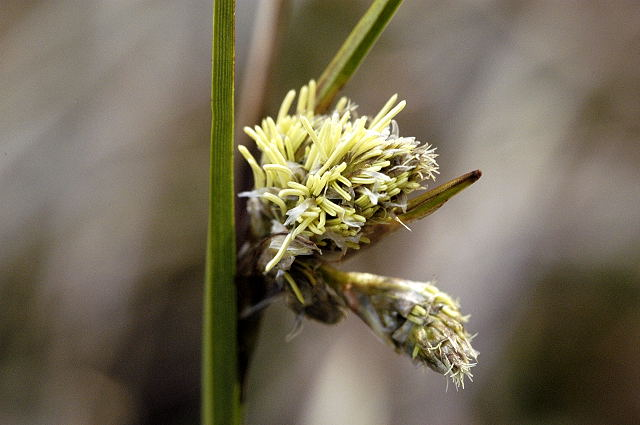
Kwiatostan w czasie kwitnienia
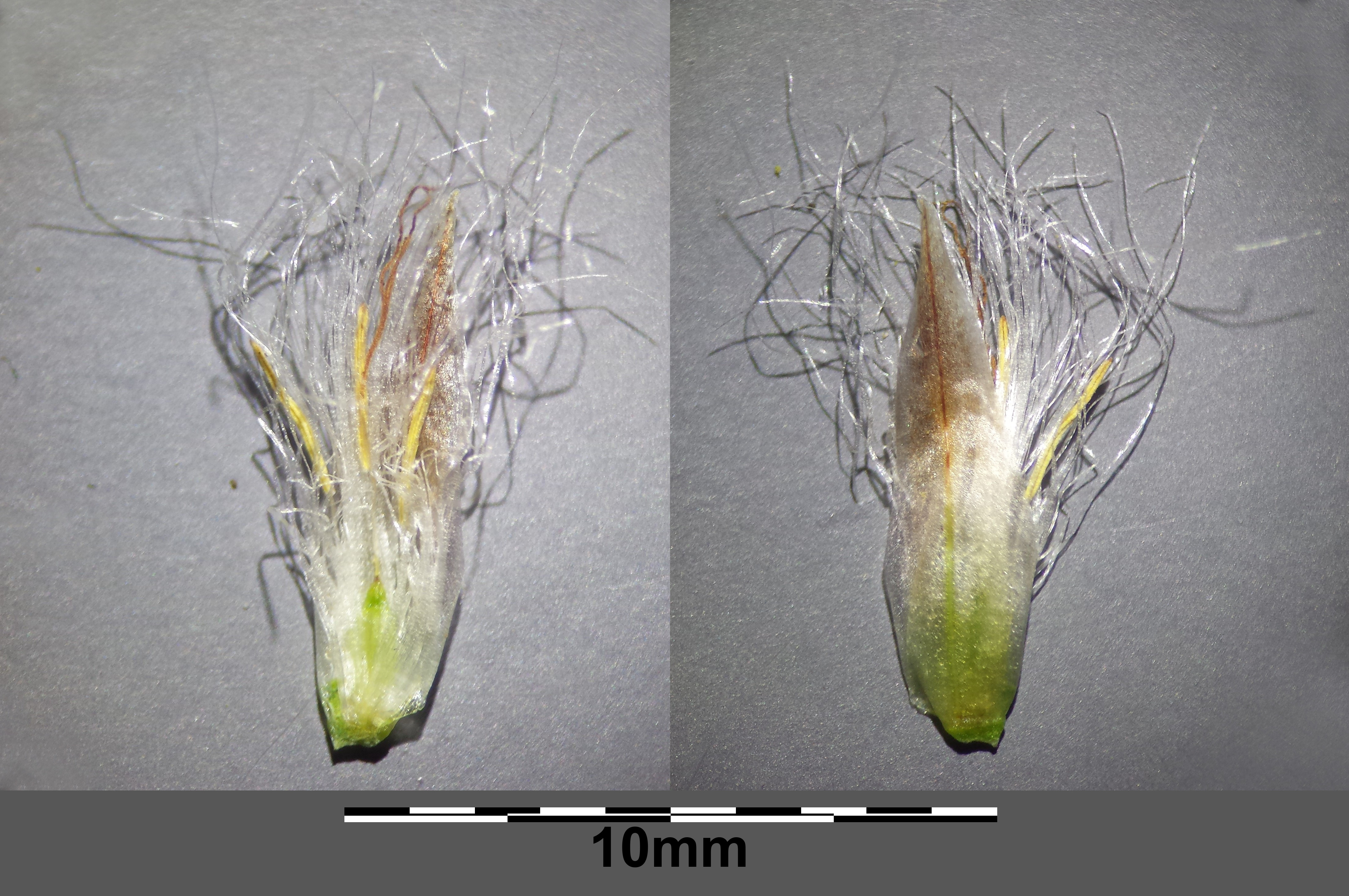
Kwiat wełnianki z przysadką
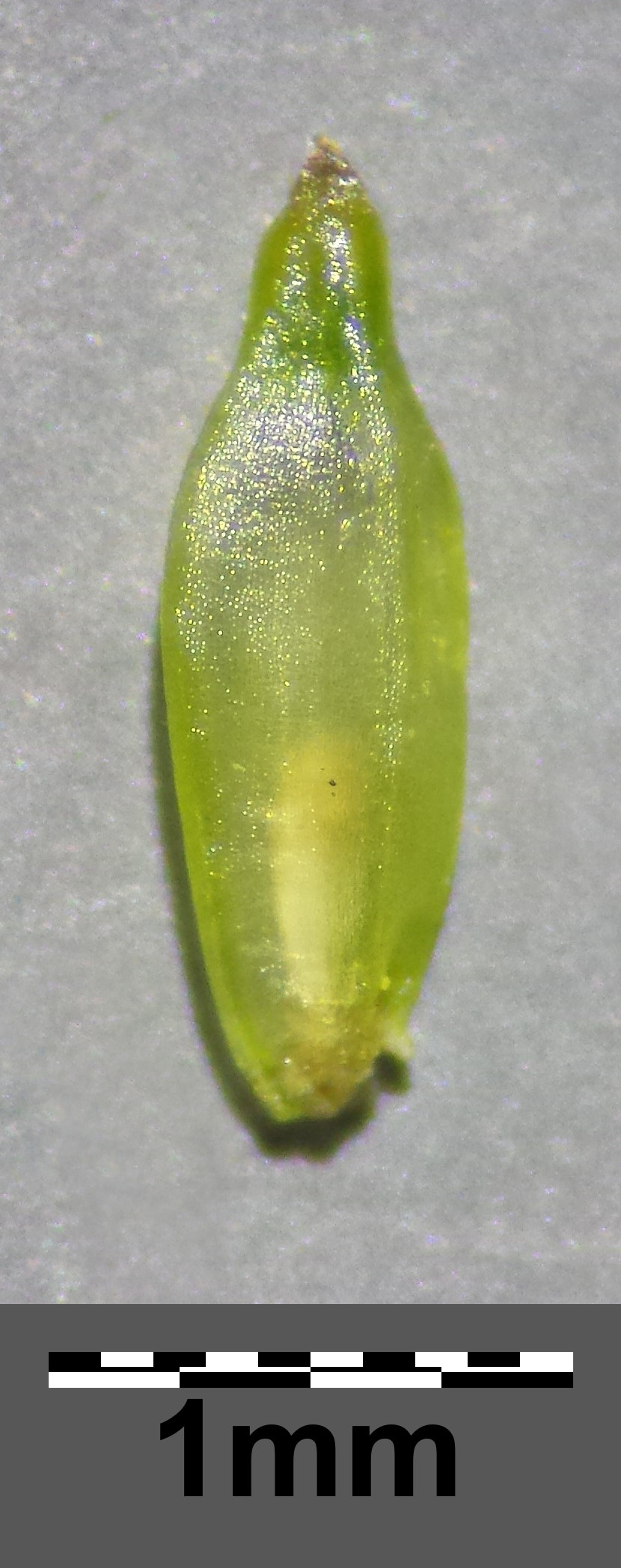
Nasiono

Pokrój i organy podziemneRoślina wieloletnia rozrastająca się klonalnie za pomocą cienkich rozłogów, tworząca luźne darnie. Kłącze skośne, zwykle krótkie, ale czasem osiągające też i ponad 40 cm długości, z wydłużonymi międzywęźlami w części środkowej. Kłącza młode są białawe, starsze – fioletowe do brązowych. Z węzłów wyrastają łuskowate liście, ale korzenie obecne są tylko w węzłach końcowego odcinka kłącza, cechującego się skróconymi międzywęźlami. Korzenie są przejrzyste, różowe, nierozgałęzione.
ŁodygaWzniesiona, walcowata (rzadko na szczycie nieco trójkanciasta), o średnicy ok. 1 mm, gładka, pełna, o wysokości zazwyczaj 30–60 cm, rzadziej do ponad 100 cm.
LiścieŁodygowe w liczbie od 1 do 3. Blaszka liściowa skórzasta, wąska (2-4, rzadko do 8 mm szerokości), rynienkowata lub płaska, ostrogrzbiecista, zakończona ostrym, trójkanciastym końcem, na brzegach szorstka. Liście otulają pochwiasto łodygę, na połączeniu blaszki i ciemnoczerwonej do czarnej pochwy znajduje się języczek liściowy. Blaszka liści jest krótsza od łodygi (do 40 cm długości).
KwiatyZebrane w 3–5 kłosków (rzadziej mniej lub więcej – od 1 do 10). Kłoski jajowate do wydłużonych (10-15 × 5-7 mm) zebrane są w luźną rozrzutkę wyrastającą w kątach 1-3 liściowatych podsadek. Podsadki osiągają do 12 cm długości, ich pochwy są czarniawe. Szypuły kłosów są nierównej długości (5–60 mm), spłaszczone, gładkie, rzadziej nieco szorstkie, początkowo wzniesione, a po przekwitnięciu zwisające. Kwiaty wyrastają w kątach przysadek lancetowatych lub jajowatych o długości ok. 5 mm (rzadziej do 10 mm), jasnobrązowych do brunatnych, z wyraźnym nerwem, na szczycie zaostrzonych (według niektórych źródeł tępych). Kwiaty obupłciowe (rzadko też słupkowe) z okwiatem składającym się z 10 lub więcej gładkich i prostych włosków, w początkowym okresie kwitnienia o długości tylko ok. 4 mm, z czasem wydłużające się do 15–30 mm podczas owocowania. Pręciki trzy, o długości 2–5 mm, z równowąskimi pylnikami. Słupek smukły, zakończony trzema znamionami.
OwoceDrobne orzeszki, odwrotnie jajowate, zaostrzone, nieco trójkanciaste, jasnobrunatne lub czarne. Osiągają 2–3 mm długości i 1 mm średnicy. Otoczone są trwałym okwiatem tworzącym pęk długich, białych włosków.

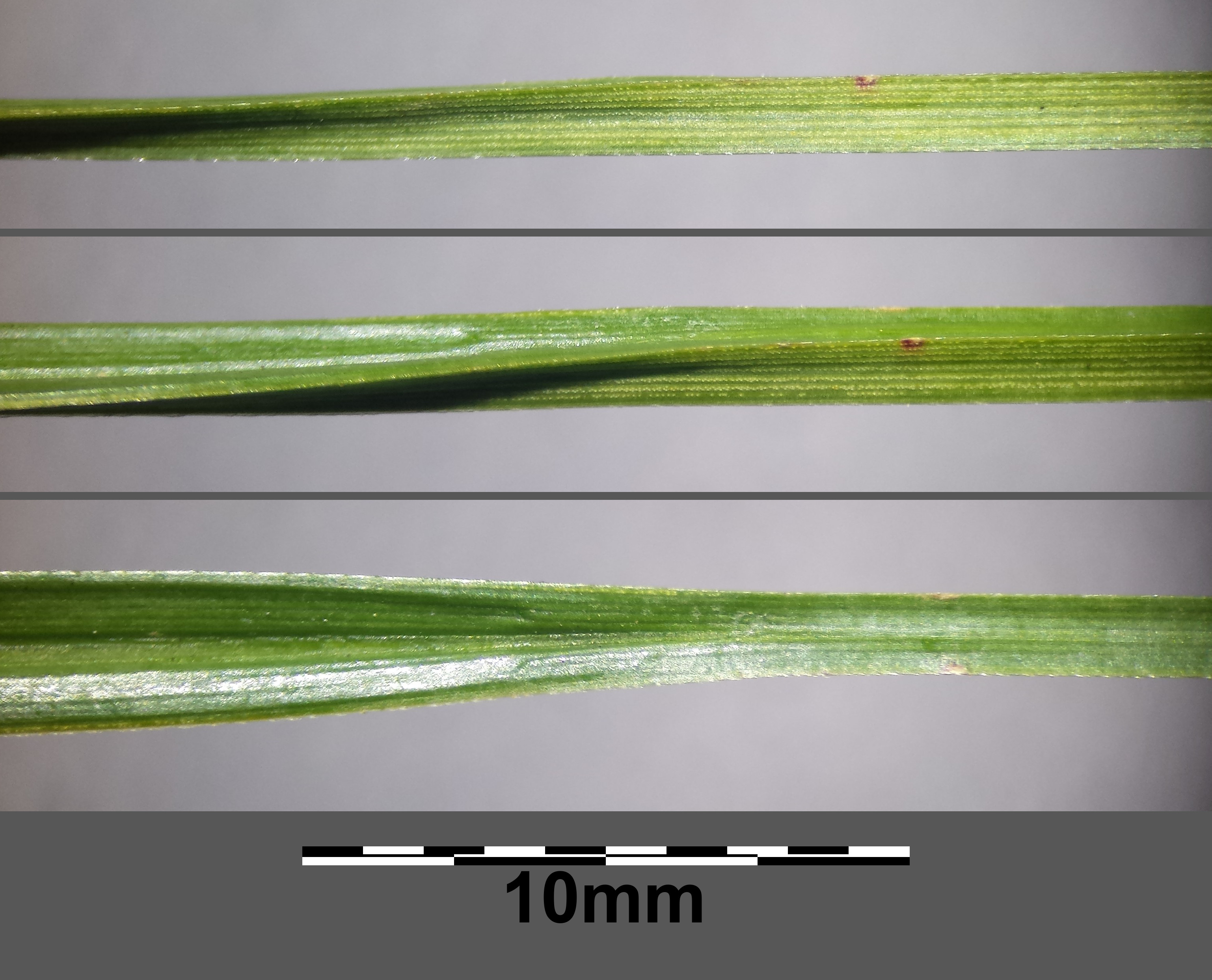
Blaszka liściowa w górze trójkanciasta, w dole rynnowata
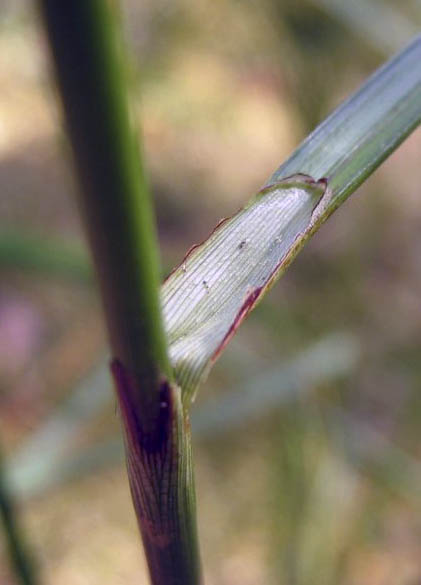
Nasada blaszki liściowej
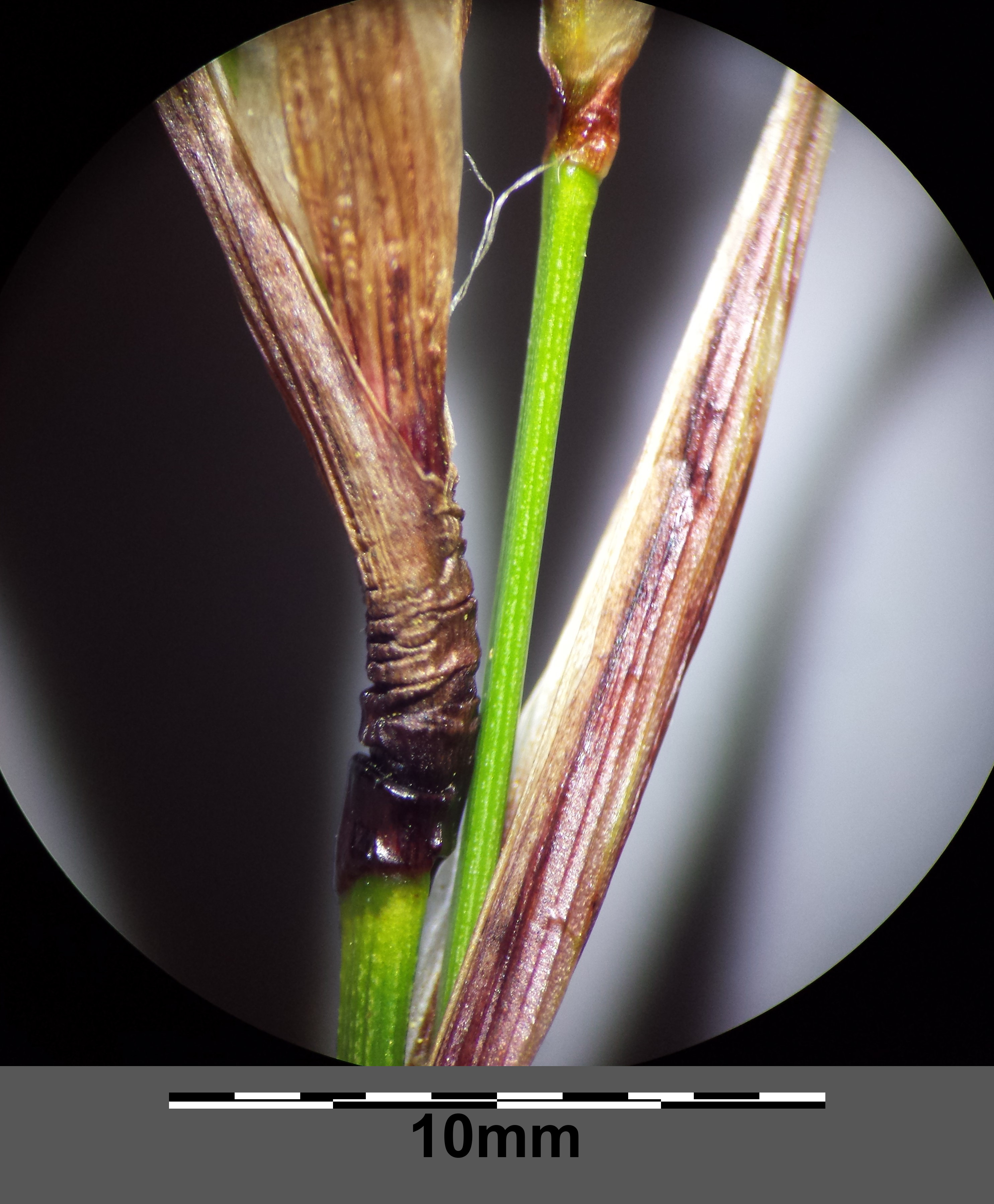
Nagie szypuły kwiatostanowe

Gatunki podobneW Europie Środkowej kilka kłosków na szczycie pędu mają także wełnianka szerokolistna E. latifolium i delikatna E. gracile. Obie różnią się tępo trójkanciastą łodygą (u wąskolistnej jest obła, choć nieco kanciasta może być w części szczytowej) i pokrytymi szczecinkami, w efekcie szorstkimi szypułkami kłosów. Wełnianka szerokolistna ma poza tym liście od dołu płaskie (pozostałe wymienione gatunki mają liście ostrogrzbieciste od dołu) i tworzy zbite darnie i kępy (pozostałe są roślinami kłączowymi). Wełnianka delikatna wyróżnia się także bardzo wąskimi (do 2 mm szerokości) rynienkowatymi liśćmi.

## Ekologia

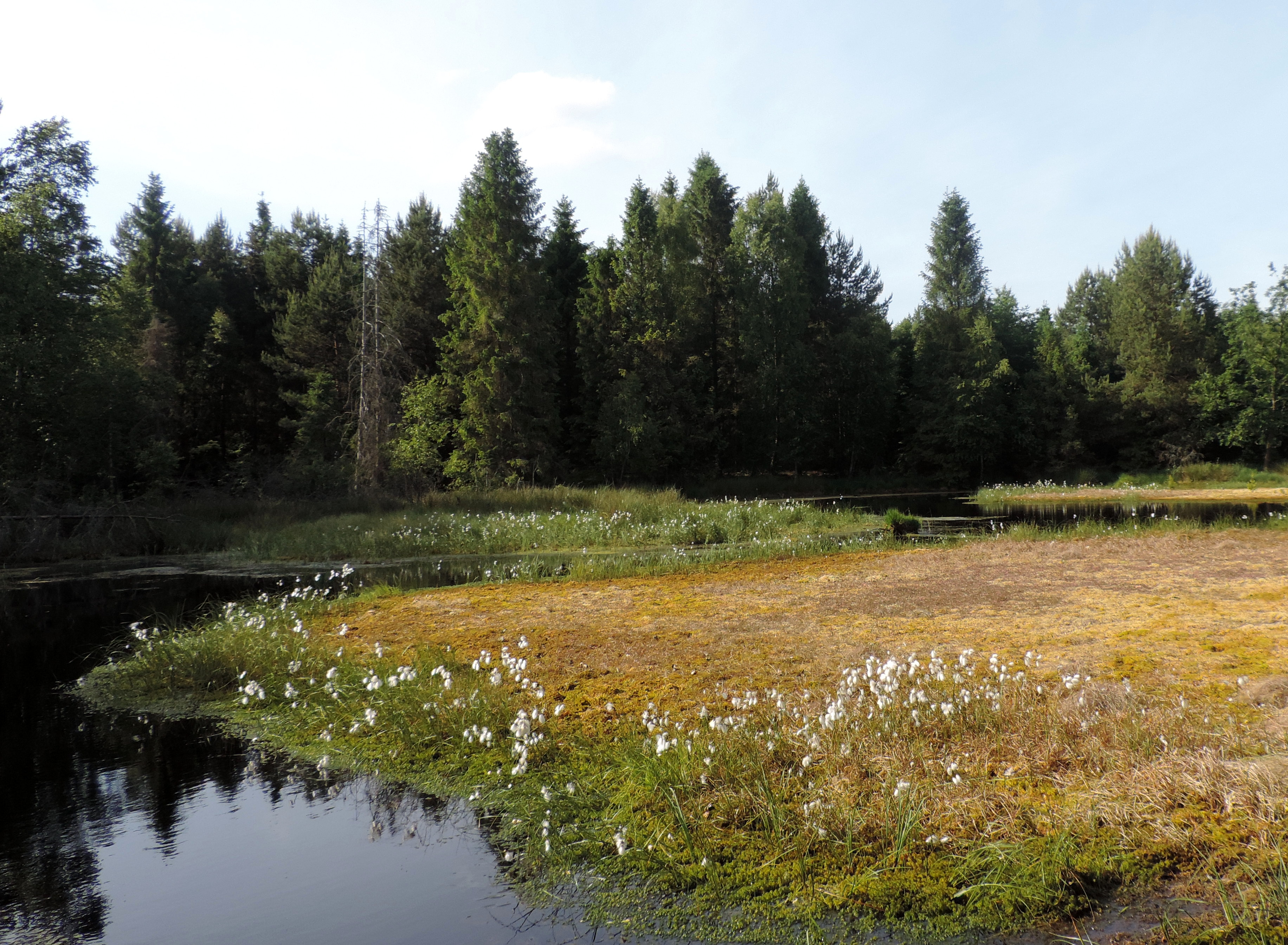
Wełnianka wąskolistna na brzegu pła mszarnego zarastającego zbiornik

Wełnianka wąskolistna występuje na różnych siedliskach mokradłowych, zwykle na obszarach o opadach rocznych od poniżej 1000 mm do ponad 2500 mm. Jednak to nie wielkość opadów, a duża wilgotność gleby jest czynnikiem limitującym występowanie gatunku. Zwykle też na siedliskach tego gatunku występuje znaczna wilgotność powietrza i silne nasłonecznienie. Przy wilgotności podłoża spadającej poniżej 50% rośliny te zaczynają więdnąć. Na silniej uwodnionym podłożu kłącza są dłuższe (do ponad 40 cm), podczas gdy na przesuszonych osiągają do kilku centymetrów (podobnie silnie są skrócone w przypadku wyeksponowania na światło słoneczne). Silne uwodnienie jest też skorelowane z większą liczbą kłosków w kwiatostanie (średnio ponad 6 na silnie podmokłych i zasobnych w węglan wapnia torfowiskach oraz średnio około 3 na glebie przynajmniej okresowo przesychającej). Rosnące w cieniu pędy ulegają etiolacji. Gleba na stanowiskach tego gatunku zwykle jest torfiasta i kwaśna (pH od 3,5 do 7), ale rośliny te rosną także na torfowiskach węglanowych, z dużą zawartością węglanu wapnia. Nie jest to gatunek przywiązany do siedlisk o określonym odczynie, a poza silnym uwodnieniem podłoża czynnikiem limitującym jego występowanie jest to by siedlisko było skąpożywne. Adaptacją do typowego w takim podłożu deficytu przyswajalnego azotu jest silnie rozbudowany system korzeniowy.
W klasyfikacji zbiorowisk roślinnych Europy Środkowej gatunek charakterystyczny dla Cl. Scheuzerio-Caricetea nigrae oraz dla zespołu Eriophoro angustifolii-Sphagnetum recurvi. Rośnie w bardzo różnych zbiorowiskach roślinnych na torfowiskach; na ubogich gatunkowo płach z torfowcami Sphagnum, poprzez mszary z wełnianką pochwowatą Eriophorum vaginatum i wrzosowiska atlantyckie, po bogate florystycznie mszary z wełnianeczką darniową Trichophorum cespitosum i inne typowe dla torfowisk przejściowych oraz różne zbiorowiska źródliskowe i łąk wilgotnych (często w towarzystwie takich gatunków jak: bobrek trójlistkowy Menyanthes trifoliata, siedmiopalecznik błotny Comarum palustre, turzyca dzióbkowata Carex rostrata). Wełnianka wąskolistna jest typowym gatunkiem dla wczesnych faz sukcesji roślinności na odsłoniętym z różnych przyczyn podłożu torfowym, ale ustępuje ze zbiorowisk, w których występuje silna konkurencja silniej rosnących bylin. Jest jednym z kluczowych gatunków zagęszczających i wypiętrzających pła zarastające zbiorniki wodne.
Na obszarach górskich rośnie po piętro subalpejskie.
Rośliny tego gatunku dość dobrze znoszą pożary torfowisk, choć mogą wtórnie zanikać z powodu związanego z tym przesuszenia torfu i konkurencji gatunków zasiedlających zmienione siedlisko. Gatunek też utrzymuje się w miejscach wypasanych przez zwierzęta, a stały wypas może wręcz pozwalać na zachowanie wełnianki wąskolistnej także na torfowiskach zmienionych w pastwiska, poprzez ograniczanie rozwoju roślin o silniejszym wzroście i tworzenie optymalnych dla tego gatunku mikrosiedlisk przez bydło wydeptujące podmokły grunt. Zwierzęta rzadko zgryzają wełnianki, zwykle wiosną, gdy pędy są młode. Wełnianka wąskolistna nie utrzymuje się na torfowiskach odwadnianych, w takim przypadku rośliny ograniczają wzrost, przyrosty kłączy i wysokości pędów zmniejszają się i w końcu populacje tego gatunku znikają.
Brak danych o występowaniu mikoryzy u tego gatunku.
Do bezkręgowców związanych z tym gatunkiem należą: Ceruraphis eriophori (mszycowate) – letnie pokolenie żyje na wełniance, Elachista albidella i E. eleochariella (Elachistidae) – larwy minują łodygi i liście, Glyphipterix haworthana (Glyphipterigidae) – larwa żywi się nasionami, Celaena haworthii (sówkowate) – larwa żyje w nasadach pędów, Anthomyza gracilis (Anthomyzidae) – roślina pokarmowa dla larw.
Rośliny tego gatunku są zwykle wolne od patogenów grzybowych, rzadko bywają porażane przez mączniaka. Na martwych pędach rozwija się natomiast liczna grupa grzybów, takich jak np: Mycocalia sphagneti (pieczarkowce), Mollisia pilosa, Cistella fugiens, Pezizella eriophori, Microscypha ellisii var. eriophori, Hyaloscypha paludosa, Dasyscyphus sydowii, Lachnum imbecille, Rutstroemia henningsiana, Myriosclerotinia dennisii (tocznikowce).

## Biologia

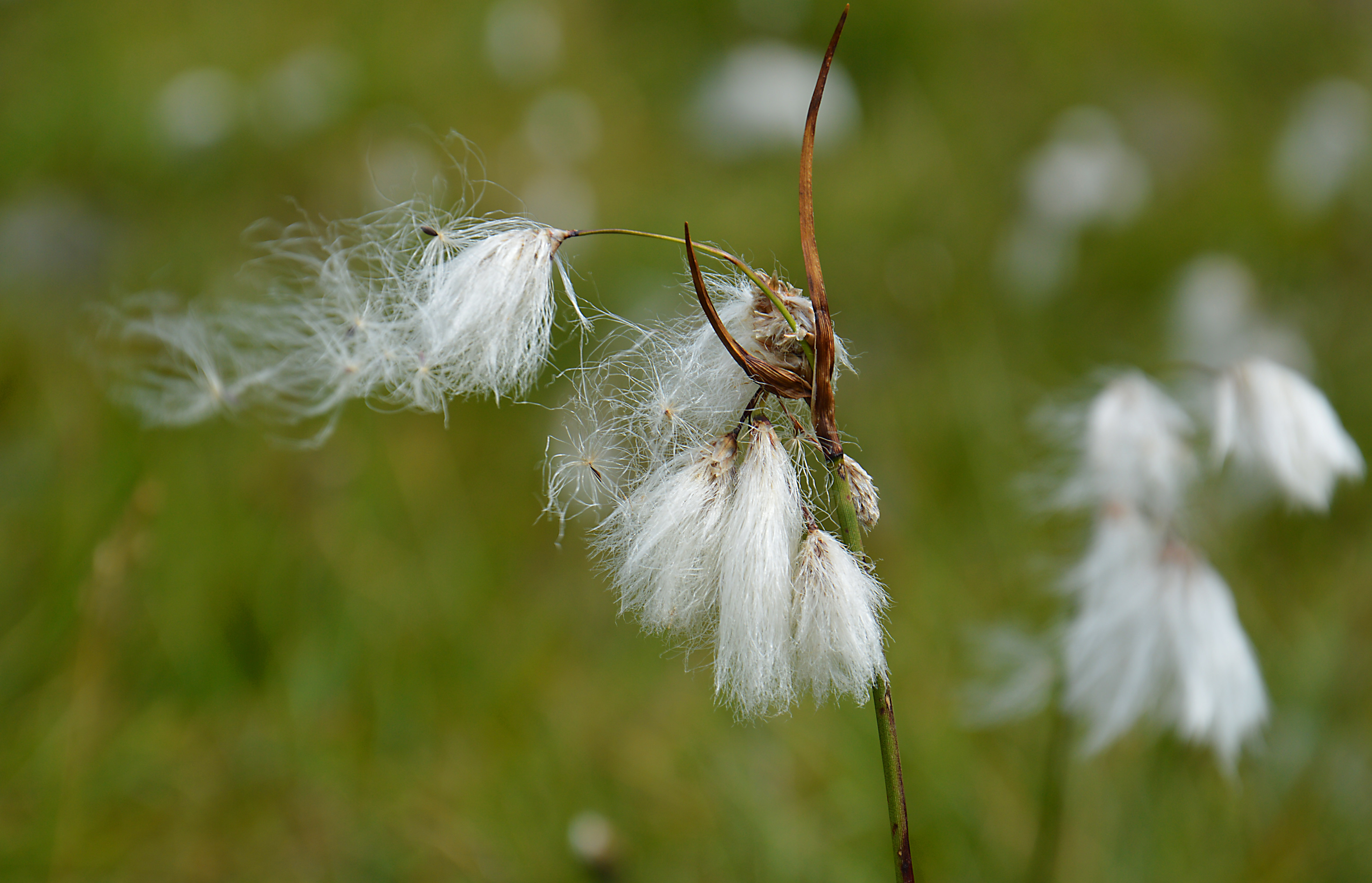
Puch na owocach ułatwia ich rozsiewanie przez wiatr

Wełnianka wąskolistna jest helofitem i geofitem rozprzestrzeniającym się głównie wegetatywnie za pomocą kłączy i rozłogów, w optymalnych warunkach nawet na długość 100 cm w ciągu jednego sezonu. Wytwarzając co roku kolejne odcinki kłącza roślina uznawana jest za długowieczną. Kwitnąć zaczynają rośliny trzyletnie, rzadziej dwuletnie, przy czym pędy kwiatonośne po wydaniu nasion obumierają. Mimo że u tego gatunku się zawiązują żywotne nasiona – ekstremalnie rzadko rejestrowana jest obecność siewek.
Po okresie spoczynku zimowego rozwój nowych pędów i organów podziemnych zaczyna się wraz z wiosennym ociepleniem, zwykle w marcu lub kwietniu, i trwa przez cały sezon wegetacyjny do października. W końcu tego miesiąca liście zaczynają czerwienieć (od końców począwszy) i do grudnia opadają. Kwitnienie zaczyna się w marcu wydłużeniem kłosków, a kwiaty rozwijają się w kwietniu i maju, czasem jeszcze w czerwcu. Kwiaty są wiatropylne i dichogamiczne – najpierw dojrzewają organy żeńskie, następnie pręciki. W środku lata dojrzewają owoce i rozsiewane są do września. W obrębie kłosków różna, nierzadko duża część owoców jest płonna (wyróżniają się one jaśniejszym kolorem). Owoce rozsiewane są przez wiatr podczas suchej pogody, a ich unoszenie przez prądy powietrza ułatwiają włosowato wydłużone listki okwiatu. Aparat lotny powoduje, że owoce wełnianki wąskolistnej mają niewielką szybkość opadania wynoszącą 0,22 m/s. Podczas mgły i deszczu włoski te sklejają się utrudniając rozsiewanie. Kiełkowanie w warunkach kontrolowanych następuje na wilgotnym podłożu w pierwszym roku, rzadziej w drugim. Występują duże różnice w żywotności i zdolności do kiełkowania nasion z różnych populacji. Siewki eksponowane przez kilka dni na temperaturę niższą niż 4 °C – obumierają. Dla skutecznego procesu kiełkowania konieczne jest osłonięte miejsce, ale bez konkurencji innych roślin, duża wilgotność, ale bez stagnującej wody na powierzchni, neutralne pH lub duża zawartość węglanu wapnia w podłożu, brak ochłodzeń.
Siewka w optymalnych warunkach stosunkowo szybko rozwija się osiągając 2 cm wysokości i rozwijając dwa, niewielkie, trójkątne na przekroju liście. W kolejnych miesiącach wzrost jest niemal niezauważalny, ew. rozwija się trzeci liść. Przez 18 kolejnych miesięcy nie obserwowano dalszego wzrostu siewki, ani wytwarzania kłącza. Pęd kwiatonośny rozwija się najwcześniej u roślin dwuletnich, czasem dopiero po 5 latach.
Liczba chromosomów wynosi 2n = 58.

## Systematyka

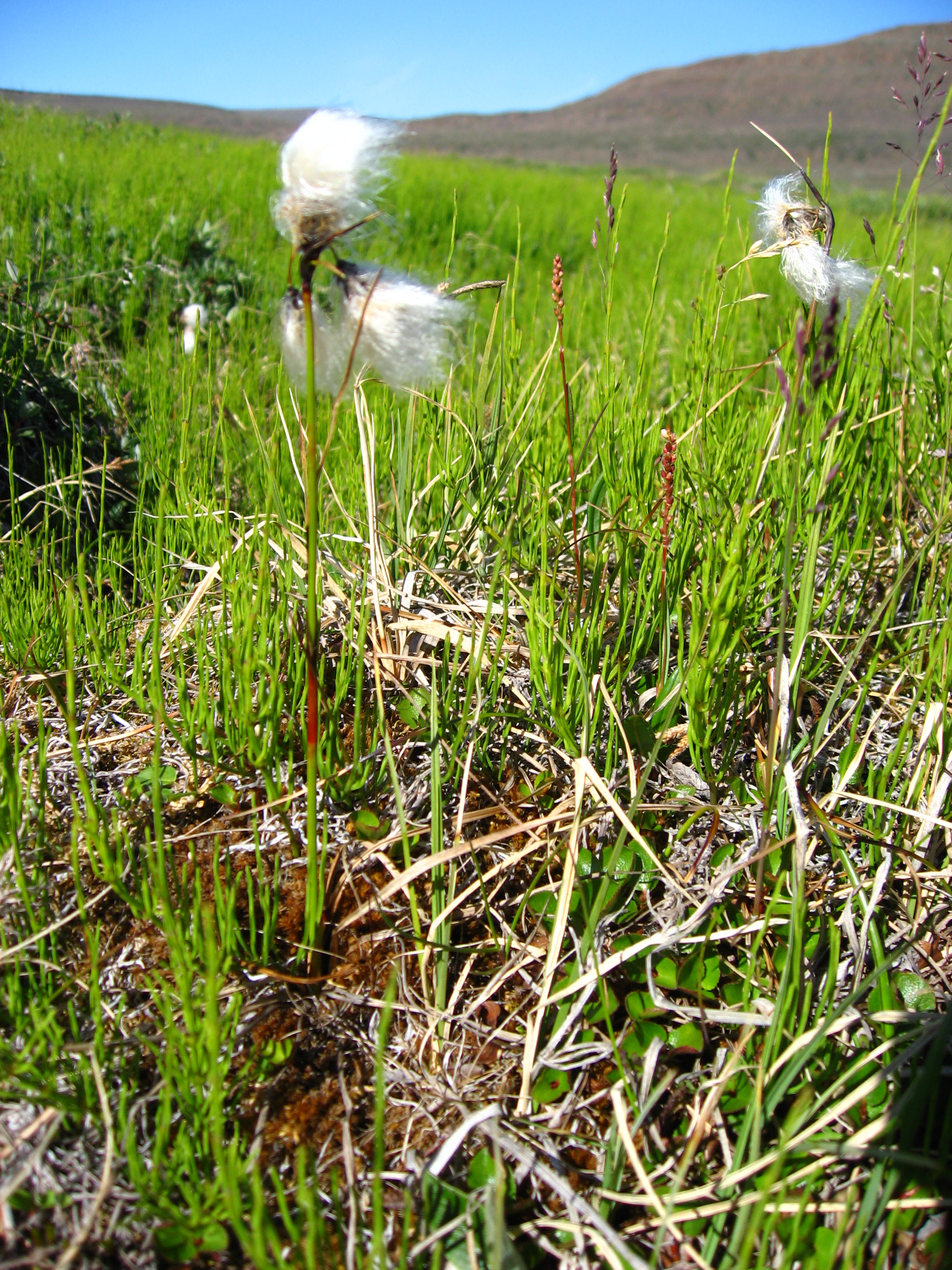
E. angustifolium subsp. triste z Grenlandii – rośliny niższe od typowych i z krótszymi szypułkami kłosków

Poza podgatunkiem nominatywnym wyróżnia się jeszcze jeden podgatunek lub dwa podgatunki:
- E. angustifolium subsp. angustifolium –  pędy do 20–100 cm wysokości, większa podsadka osiąga 2–12 cm długości; szypuły długości 5–60 mm (kwiatostan w efekcie ± luźny), nagie lub szorstkie tylko na kantach.
- E. angustifolium subsp. triste (Th. Fries) Hultén – pędy do 30 cm wysokości, większa podsadka od 1 do 3 cm długości, szypuły kwiatostanów 5–20 mm długości (kwiatostan w efekcie gęsty), na całej długości szorstkie. Występuje w tundrze w strefie okołobiegunowej Eurazji i Ameryki Północnej[10]. Czasem podnoszony jest do rangi osobnego gatunku E. triste (Th.Fr.) Hadac & Á.Löve[18].
- E. angustifolium subsp. komarovii (V.N.Vassil.) Vorosch. (syn. E. angustifolium subsp. scabrisculum Hult.[21]), wyodrębniany także jako osobny gatunek – E. komarovii V.N.Vassil.[22] – szypułki kwiatostanów długie jak u typu, ale szorstkie. Liście wąskie[21].

Opisano następujące mieszańce tego gatunku: 
- E. × rousseauianum Raymond, Naturaliste Canad. 77: 67 1950[21] (syn. E. × sorensenii Raymond)[20]  – mieszaniec z wełnianką Scheuchzera E. scheuchzeri – podobne do E. angustifolium subsp. triste, ale z jednym, większym kłoskiem na szypułce i jednym lub dwoma kłoskami mniejszymi, niemal siedzącymi, pylniki krótsze (1–1,5 mm) w porównaniu do E. angustifolium subsp. triste (ok. 2 mm), ma też silnie zredukowany, pozbawiony blaszki najwyższy liść łodygowy[18].
- E. × churchillianum Lepage, Naturaliste Canad. 84: 39, f. 2 1957[21] (syn. E. × polystachiovaginatum Beauverd[23]) – mieszaniec z wełnianką pochwowatą E. vaginatum
- E. × beringianum Raymond, Naturaliste Canad. 84: 184 1957[21] – mieszaniec z Eriophorum chamissonis

## Nazewnictwo
Nazwę naukową dla gatunku – Eriophorum angustifolium opublikował jako pierwszy w 1782 niemiecki botanik – Gerhard August Honckeny. Nazwy tej użył sześć lat później w swojej publikacji Albrecht Wilhelm Roth, powołując się zresztą na pracę Honckeny'ego. Czasem jako autor nazwy podawany bywa w efekcie błędnie Roth. Wcześniej, w 1753 w Species Plantarum gatunek został opisany przez Karola Linneusza jako Eriophorum polystachion L., jednak nazwa ta uznawana jest za synonim. Przez Adriaana van Royena nazwany został Eriophorum spicis pendulis.
Naukowa nazwa rodzajowa Eriophorum wymyślona została przez Linneusza jako złożenie z dwóch greckich słów – εριων (érion, „wełna”) i -φόρος (-phoréo, „noszę”) ze względu na puch powstający z przekwitających kwiatów. Nazwa gatunkowa angustifolium powstała z dwóch łacińskich słów – angustus („wąski”) i folium („liść”).
Polską nazwą zwyczajową dla tego gatunku (i innych z rodzaju, które najwyraźniej nie były rozróżniane) była „wełnianka”, „wełnica” i „kucutka”. U Krzysztofa Kluka (1805) gatunek nazwany za nazwą naukową Linneusza „wełnianką wielokłosową”. W pierwszym wydaniu „Roślin polskich” (1924) gatunek nazwany został „wełnianką wąskolistną” i później w piśmiennictwie XX wieku nazwa ta została utrwalona.

## Zagrożenie i ochrona
Gatunek w skali globalnej nie jest uznawany za zagrożony – ze względu na rozległy zasięg i znaczne zasoby na Czerwonej liście IUCN ma status gatunku najmniejszej troski (LC). Przy południowej granicy zasięgu bywa jednak regionalnie rzadki i np. w Chorwacji ma status krytycznie zagrożonego. Zagrożony jest także w stanach Indiana i New Hampshire w Ameryce Północnej. W Polsce roślina opisywana była jako pospolita, ale w ostatnich dziesięcioleciach obserwuje się spadek liczby stanowisk i wyraźny ubytek liczebności osobników na stanowiskach. Gatunek jest wrażliwy na osuszanie mokradeł i po ich odwodnieniu zanika.
Istotne siedliska gatunku stanowią przedmiot ochrony europejskiej sieci Natura 2000 (torfowiska przejściowe i trzęsawiska, przeważnie z roślinnością z Scheuchzerio-Caricetea; górskie i nizinne torfowiska zasadowe o charakterze młak, turzycowisk i mechowisk; bory i lasy bagienne; wilgotne wrzosowiska z wrzoścem bagiennym Ericion tetralix).

## Znaczenie użytkowe
Czyniono próby wykorzystania puchu lotnego, ale ze względu na kruchość okazało się, że nie nadaje się do wyrobu nici. Z powodzeniem wyrabiano z niego jednak papier, knoty do świec, kapelusze i stosowano jako wypełnienie do poduszek, a także mebli tapicerowanych i materaców. W czasie I wojny światowej puch ten w Szkocji wykorzystywany był także do wykonywania opatrunków na rany.
Nasiona, nasady łodyg i korzenie wełnianki wąskolistnej są jadalne i spożywane były przez mieszkańców północnej części Ameryki Północnej (Inuitów). Spożywano je surowe lub po ugotowaniu, przed spożyciem korzeni należy usunąć ciemną skórkę.
Napary z korzeni wełnianki wąskolistnej, mające działanie ściągające, stosowane były przez Inuitów na Alasce w leczeniu dolegliwości przewodu pokarmowego, w Europie stosowane były w leczeniu biegunki. Rdzeń z łodygi przykładano na miejsca oparzone.
Na pastwiskach gatunek uznawany jest za raczej niepożądany – jak inne ciborowate rośliny te zawierają dużo kryształków krzemionki podrażniających błony śluzowe przewodu pokarmowego zwierząt. Puch na owocach tworzyć ma niemożliwe do strawienia kłębki w jelitach zwierząt. Z drugiej jednak strony zwierzęta, głównie owce i bydło oraz gęsi, zgryzają te rośliny, tylko gdy te są młode lub w ogóle ich unikają. Problem dla zwierząt stanowić może siano z dużą zawartością owoców z puchem.
Charakterystyczny wygląd wełnianek i przywiązanie ich do silnie uwodnionych siedlisk warto zapamiętać by unikać miejsc, w których rosną, ze względu na ryzyko wejścia na bardzo grząski grunt.
Charakterystyczny pokrój w czasie owocowania sprawia, że roślina uprawiana bywa jako ozdobna, przy czym ze względu na ekspansywność zaleca się sadzić ją tylko w większych ogrodach bagiennych.

## Uprawa
Rośliny tego gatunku oceniane są jako trudne w uprawie. Sadzi się je w miejscach nasłonecznionych, bagiennych lub na brzegach wód, na podłożu wilgotnym lub mokrym, ewentualnie w wodzie sięgającej 5 cm głębokości. Podłoże może być ubogie do żyznego. Gatunek jest mrozoodporny (znosi do -20 °C lub nawet -40 °C). Część źródeł rekomenduje pozostawianie roślin bez ingerencji i pozwalanie na obumieranie pędów kwiatonośnych, inne zalecają przycinanie ich po rozsianiu owoców lub wiosną. 
Rozmnaża się je przez podział kłączy, najlepiej wiosną. Można też wysiewać wiosną nasiona na podłoże stale wilgotne, zasobne w materię organiczną z ziemią kompostową.
W uprawie poza roślinami typowymi znajduje się odmiana 'Heidelicht' o przysadkach białych, w efekcie kłoskach zdobnych także w czasie kwitnienia (u roślin typowych są one czerwono-brązowe).